# سینزانو
سینزانو (انگلیسی: Cinzano) شرکت صنایع غذایی ایتالیایی است، که در سال ۱۷۵۷ تأسیس شد.